# Краводер
Краводер (болг. Краводер) — село в Болгарии. Находится в Врачанской области, входит в общину Криводол. Население составляет 879 человек.

## Политическая ситуация
В местном кметстве Краводер, в состав которого входит Краводер, должность кмета (старосты) исполняет Валентин  Цветанов Георгиев (Болгарская социалистическая партия (БСП)) по результатам выборов правления кметства.
Кмет (мэр) общины Криводол — Николай Георгиев Иванов (Болгарская социалистическая партия (БСП)) по результатам выборов в правление общины.